# 寒い国から帰ったスパイ
『寒い国から帰ったスパイ』（さむいくにからかえったスパイ、The Spy Who Came in from the Cold）は、1965年のイギリスのスパイ・サスペンス映画。監督はマーティン・リット、出演はリチャード・バートン、クレア・ブルーム、オスカー・ウェルナーなど。ジョン・ル・カレの1963年の小説『寒い国から帰ってきたスパイ』を原作としており、ポール・デーンとガイ・トロスパーが脚本を執筆した。

## ストーリー

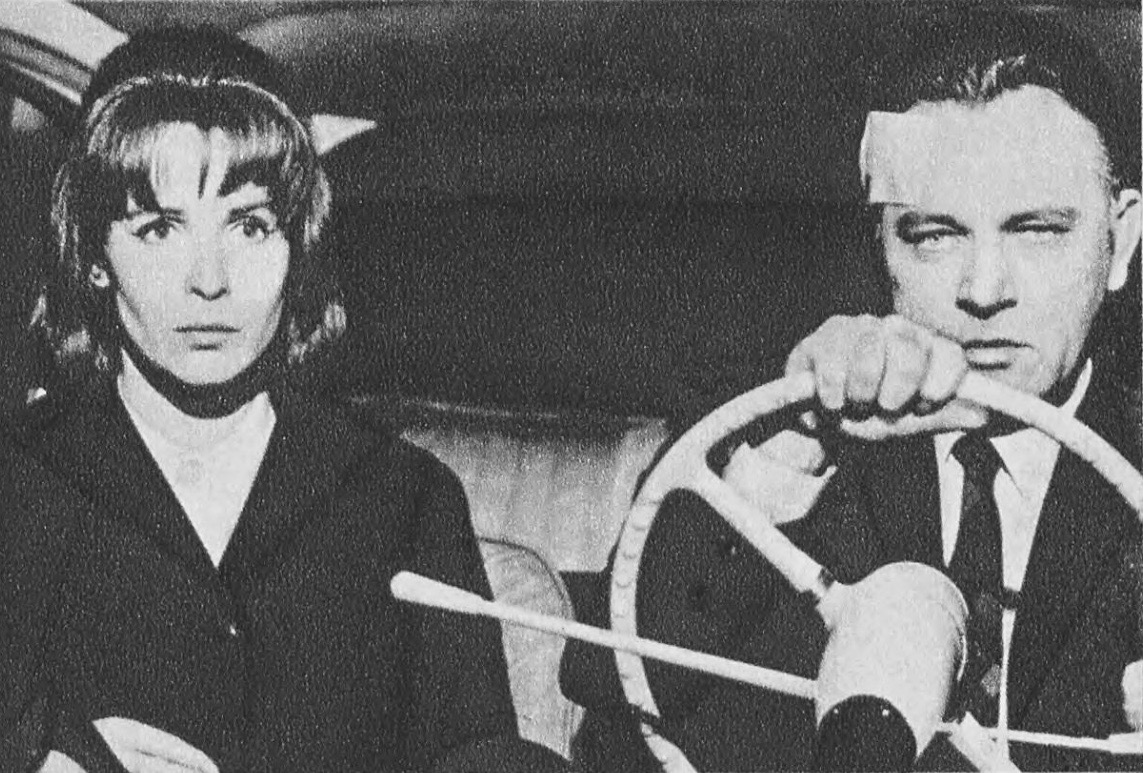
クレア・ブルームとリチャード・バートン

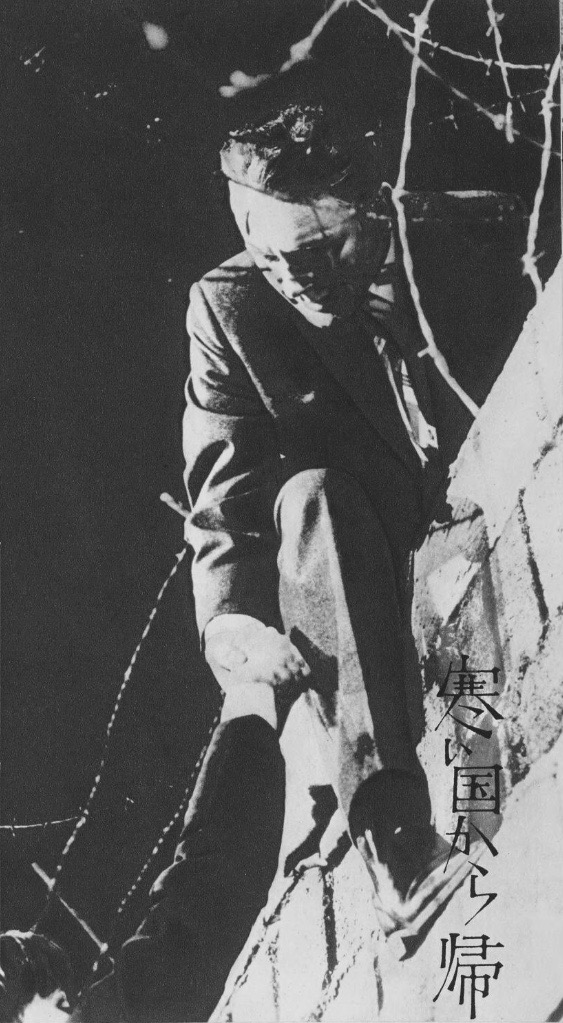
ベルリンの壁

東ベルリンに浸透していたイギリス秘密情報部の協力者リーメックが射殺された。秘密情報部ベルリン代表部のリーマスはロンドンに呼び戻され、ベルリンでの協力者暗殺は、ナチ党員で現在は東ドイツ情報機関の幹部となっているムントの命令によるものだと聞かされる。リーマスは秘密情報部長官（通称コントロール）から解雇を通知されて酒浸りのだらしない男となり、図書館の整理係として再就職し、そこで働く英国共産党の党員ナンシーと接触して恋仲となる。しかし、リーマスは食料品店の店主を酔った勢いで殴ってしまい、警察に逮捕される。
釈放されたリーマスはナンシーと再会し、その後、犯罪者の生活再建支援を行う男から接触を受ける。その男は東ドイツの協力者であり、リーマスは秘密情報部幹部のスマイリーの自宅に向かい、そこでコントロールと接触する。コントロールからムントの排除を命令され解雇されたように偽装していたリーマスは、その情報を知った東ドイツの諜報部が自分を二重スパイにしようとしていることを伝え、コントロールは東ドイツに渡り、ムントの右腕フィードラーと接触するように命令する。コントロールは、ムントと対立していたフィードラーを利用して、ムントを二重スパイとして告発させようとしていた。
オランダを経由して東ドイツに渡ったリーマスはフィードラーと接触して、彼から尋問を受ける。リーマスは「東ドイツに二重スパイがいて、情報をイギリスに流している」と仄めかし、フィードラーは彼から得た情報を基に調査を進め、ムントの関与を疑うようになる。フィードラーの疑念が高まった頃、出張先から戻ったムントはリーマスとフィードラーを拘束するが、フィードラーが事前に東ドイツ幹部会に密告していたため、逆にムントが拘束されて査問会にかけられることになる。
査問会の場でフィードラーはムントを弾劾し、リーマスからの情報を基に、イギリスが国外の銀行に送金した現金をムントが引き出していたことを公表する。これに対し、ムントの弁護士は証人としてナンシーを呼び出す。党員交流の一環でベルリンを訪れていたナンシーは、弁護士から尋問を受ける。そこで彼女は、リーマスが「面識がない」と話していたスマイリーから現金が振り込まれていたことなどを話してしまい、リーマスがイギリスのスパイであることが露見してしまう。リーマスはナンシーを助けるために作戦を白状してしまい、ムントは無罪となり、フィードラーは出世欲からスパイの策に乗せられたとして処刑される。
リーマスとナンシーはスパイ容疑で逮捕されるが、その日の夜にムントによって助け出される。ムントの用意した車に乗り込み、スマイリーが待つベルリンの壁に向かう途中、リーマスは作戦の真相を悟りナンシーに伝える。ムントはイギリスの協力者であり、その事実に気付き始めていたフィードラーを排除することが目的だったこと、今後ムントに疑いの目が向けられないように、彼が罠にはめられたことを演出するために偽の作戦を命令され、ナンシーもそのために利用されたことを語る。ナンシーは非情な策を非難するが、リーマスは「スパイはこういう汚い仕事だ」と反論する。協力者の手引きで二人はベルリンの壁を越えようとするが、警備兵に見付かってしまい、ナンシーが射殺される。それを見たリーマスは壁を降りて彼女の遺体の前に立ち尽くし、同じように警備兵に射殺される。

## キャスト
※括弧内は日本語吹替

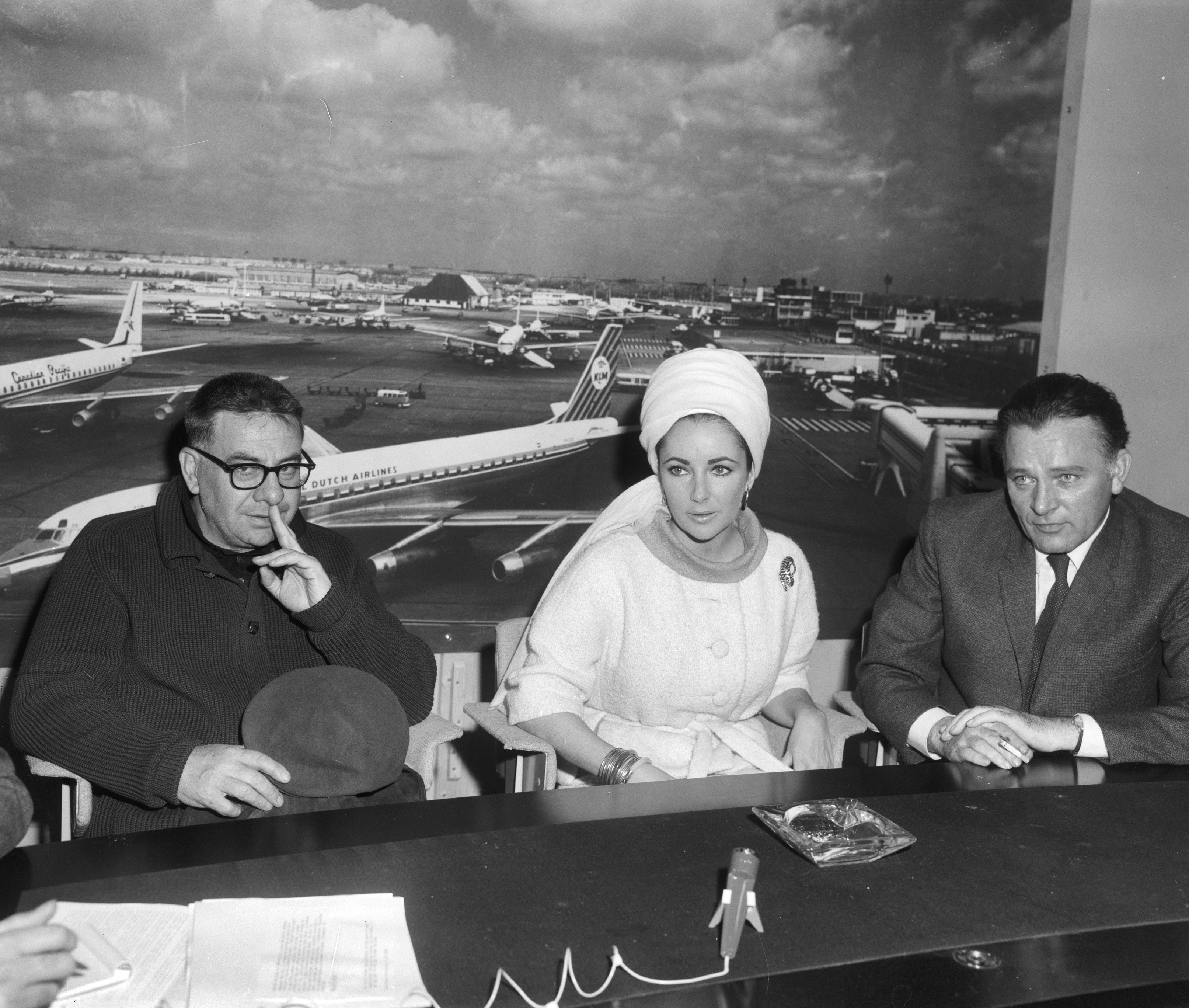
アムステルダム・スキポール空港で『寒い国から帰ったスパイ』の取材に応じるマーティン・リット、エリザベス・テイラー、リチャード・バートン（1965年）

- アレックス・リーマス: リチャード・バートン（川合伸旺）
- ナン・ペリー（ナンシー）: クレア・ブルーム（谷育子）
- フィードラー: オスカー・ウェルナー（鈴木昭生）
- ピーターズ: サム・ワナメイカー（外山高士）
- ジョージ・スマイリー（英語版）: ルパート・デイヴィス（英語版）
- 弁護士: ジョージ・ヴォスコヴェック（英語版）
- 管理官: シリル・キューザック
- ハンス＝ディーター・ムント: ペーター・ファン・アイク（柴田秀勝）
- アッシュ: マイケル・ホーダーン
- ディック・カールトン: ロバート・ハーディ
- パットモア: バーナード・リー
- 査問会議長: ベアトリックス・レーマン（英語版）
- 査問員: エスモンド・ナイト（英語版）
- CIAエージェント: トム・スターン
- 警備兵: ニオール・マッギニス（英語版）
- 東ドイツ兵: スコット・フィンチ
- クライル: アン・ブレイク
- 警備兵: ジョージ・マイケル（英語版）
- 食料品店店主: リチャード・マーナー（英語版）
- ザンフレロ: ウォーレン・ミッチェル（英語版）
- 査問員: スティーヴ・プリータス（英語版）
- ピット: リチャード・カルディコット（英語版）
- ザンフレロ夫人: ナンシー・ネヴィンソン（英語版）
- ロフトハウス: マイケル・リッパー（英語版）

※日本語吹替版：初回放送日1973年4月23日『月曜ロードショー』

## 作品の評価

### 映画批評家によるレビュー
Rotten Tomatoesによれば、18件の評論のうち高評価は89%にあたる16件で、平均点は10点満点中7.7点となっている。

## 受賞歴
| 賞                             | 部門       | 候補者                                                                       | 結果       |
| ------------------------------ | ---------- | ---------------------------------------------------------------------------- | ---------- |
| アカデミー賞                   | 主演男優賞 | リチャード・バートン                                                         | ノミネート |
| アカデミー賞                   | 美術賞     | ハル・ペレイラ、タンビ・ラーセン、テッド・マーシャル、ジョジー・マクアヴィン | ノミネート |
| 英国アカデミー賞               | 英国男優賞 | リチャード・バートン                                                         | 受賞       |
| 英国アカデミー賞               | 英国美術賞 | タンビ・ラーセン                                                             | 受賞       |
| 英国アカデミー賞               | 英国撮影賞 | オズワルド・モリス                                                           | 受賞       |
| 英国アカデミー賞               | 英国作品賞 | 『寒い国から帰ったスパイ』                                                   | 受賞       |
| 英国アカデミー賞               | 総合作品賞 | 『寒い国から帰ったスパイ』                                                   | ノミネート |
| 英国アカデミー賞               | 外国男優賞 | オスカー・ウェルナー                                                         | ノミネート |
| 英国撮影監督協会賞             | 撮影賞     | オズワルド・モリス                                                           | 受賞       |
| ダヴィッド・ディ・ドナテッロ賞 | 外国男優賞 | リチャード・バートン                                                         | 受賞       |
| エドガー賞                     | 映画賞     | ポール・デーン、ガイ・トロスパー                                             | 受賞       |
| ゴールデングローブ賞           | 助演男優賞 | オスカー・ウェルナー                                                         | 受賞       |